# 小沢岳
小沢岳 （おざわだけ）は、新潟県南魚沼市と群馬県利根郡みなかみ町に位置する山で、利根川源流を囲む山になる。標高1,946メートルである。別名は東沢山（ヒガシサワヤマ）。

## 登山ルート
- 桜坂駐車場登山口（730メートル・3合目）～巻機山～牛ヶ岳コース。
- 十字峡登山センター（南魚沼市清水瀬663番地4:標高450メートル）～桑の木山～ネコブ山～下津川山コース。

## 周辺の山々
- 下津川山・本谷山・越後沢山・丹後山
- 桑の木山・ネコブ山
- 三ツ石山・小三ツ石山・牛ヶ岳・巻機山・割引岳・米子頭山・柄沢山・檜倉山・大烏帽子山

## 河川
- 利根川
- 三国川

## アクセス

### 桜坂駐車場登山口
- 車:関越自動車道塩沢石打インターチェンジより、新潟県道28号塩沢大和線・国道291号を桜坂駐車場（残雪期:西谷後バス停）まで、車で約30分。タクシーでは上越線六日町駅から約20分。
- バス:南越後観光バスで六日町駅から沢口・清水行（1日3本）で約30分（残雪期:西谷後バス停）、桜坂駐車場まで徒歩約1時間。

### 十字峡登山センター
- 車:関越自動車道六日町インターチェンジより、新潟県道233号落合六日町線を三国川ダムから十字峡登山センターまで、車で約40分。タクシーでは上越線六日町駅から約30分、7,500円前後。
- バス:南越後観光バスで六日町駅から野中（三国川ダム下）まで約30分、十字峡登山センターまで徒歩約2時間。